# Municipio de Center (condado de Martin)
El municipio de Center (en inglés: Center Township) es un municipio ubicado en el condado de Martin en el estado estadounidense de Indiana. En el año 2010 tenía una población de 1654 habitantes y una densidad poblacional de 15,88 personas por km².

## Geografía
El municipio de Center se encuentra ubicado en las coordenadas 38°40′35″N 86°49′22″O / 38.67639, -86.82278. Según la Oficina del Censo de los Estados Unidos, el municipio tiene una superficie total de 104.15 km², de la cual 102,21 km² corresponden a tierra firme y (1,87 %) 1,94 km² es agua.

## Demografía
Según el censo de 2010, había 1654 personas residiendo en el municipio de Center. La densidad de población era de 15,88 hab./km². De los 1654 habitantes, el municipio de Center estaba compuesto por el 98,61 % blancos, el 0,12 % eran afroamericanos, el 0,18 % eran asiáticos, el 0,18 % eran de otras razas y el 0,91 % eran de una mezcla de razas. Del total de la población el 0,67 % eran hispanos o latinos de cualquier raza.